# Belgravia (Londen)
Belgravia is een wijk in het Londense bestuurlijke gebied Westminster, in de regio Groot-Londen.

## Karakterisering
Belgravia is een van de welvarendste buurten van Londen. Verscheidene ambassades liggen in Belgravia.
De in de jaren zeventig populaire televisieserie Upstairs, Downstairs over de aristocratische familie Bellamy speelde zich er af; ook is er in 2020 de televisieserie Belgravia gemaakt op basis van de gelijknamige roman uit 2016 van Julian Fellowes waarin de ontwikkeling van de wijk en het leven van de 19e-eeuwse adel een rol speelt. 

## Geboren
- Sophia Duleep Singh (1876-1948), suffragette
- Diana Mitford (1910-2003), aristocrate, fasciste en publiciste
- David Niven (1910-1983), acteur
- Christopher Lee (1922-2015), acteur, zanger en schrijver

## Galerij

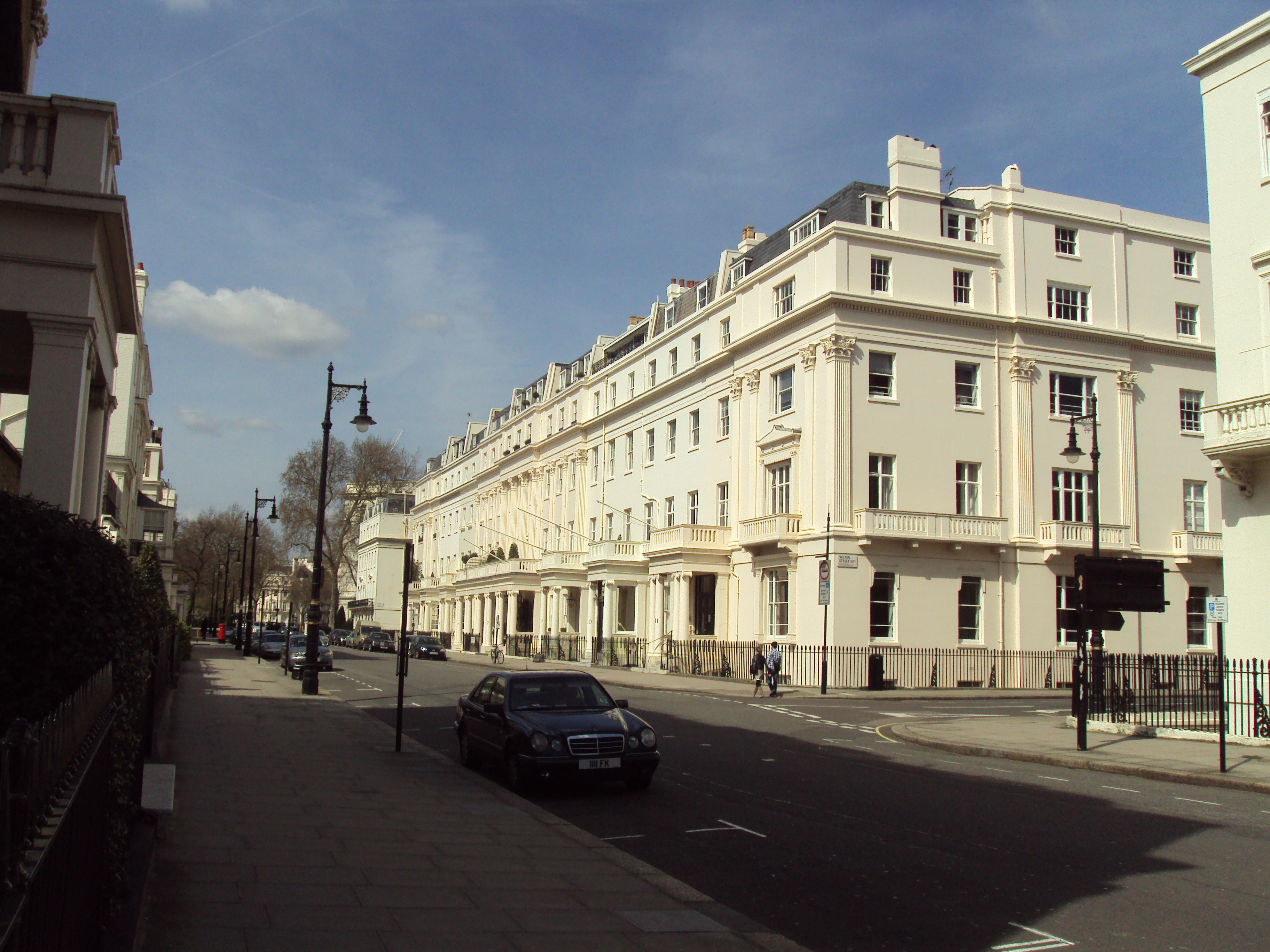
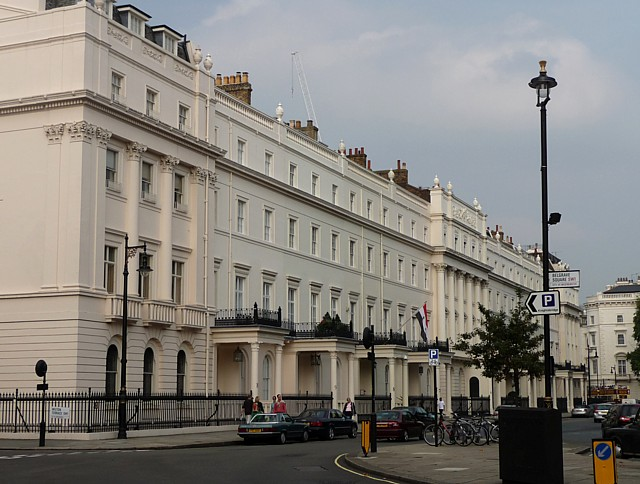
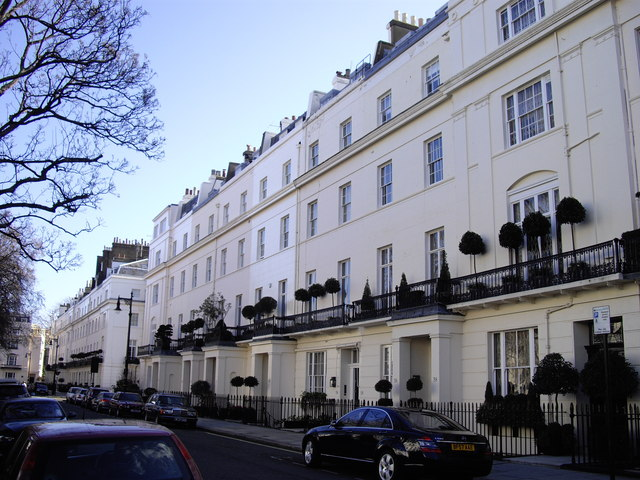
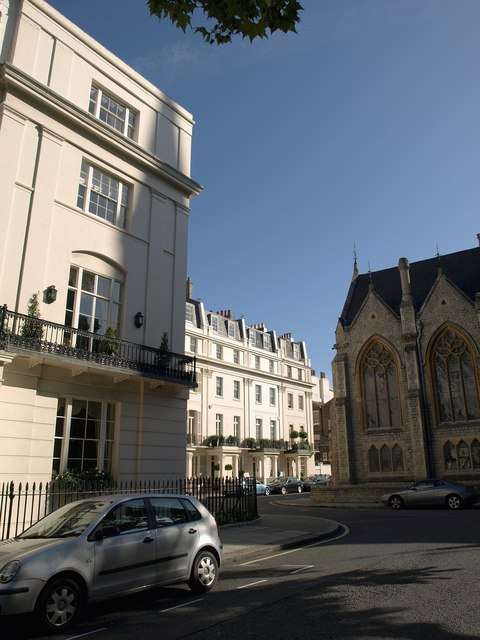
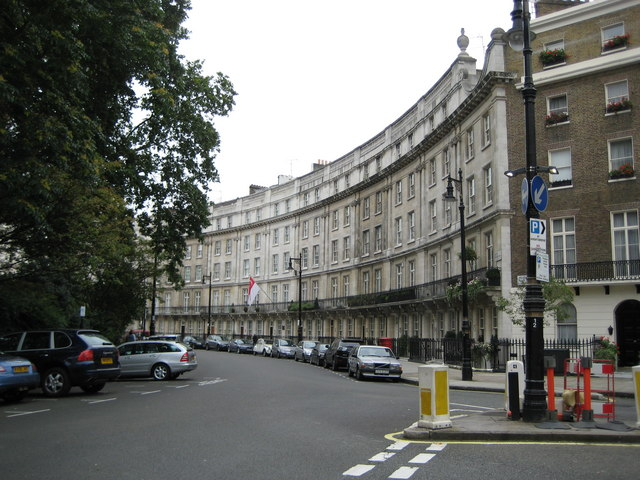
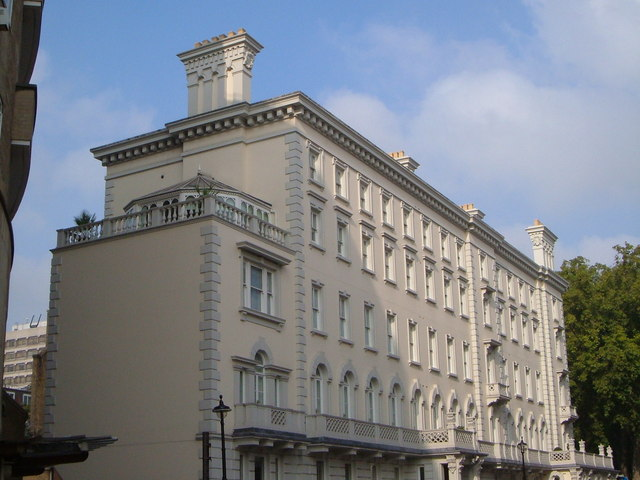
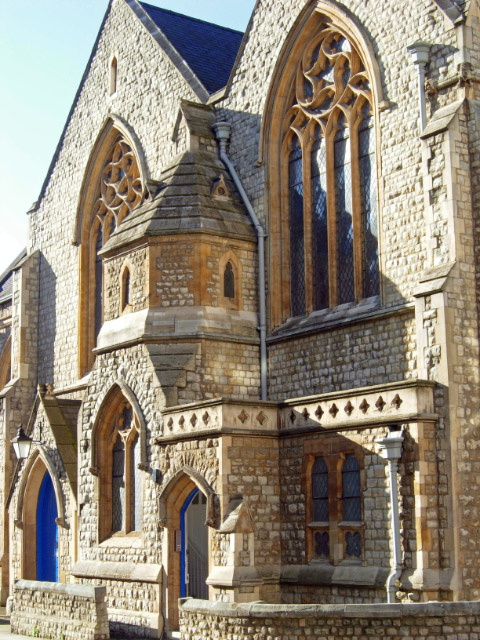